# Лорейн
 Тази статия е за града в САЩ.  За окръга вижте Лорейн (окръг).  
Лорейн (на английски: Lorain) е град в окръг Лорейн, Охайо, Съединени американски щати. Разположен е на брега на езерото Ери, на 40 km западно от Кливланд. Населението му е 63 841 души (по приблизителна оценка от 2017 г.). Площта на града е 62,8 км².
Лорейн възниква през 1807 година под името Чарълстън.
Там се намира и предприятие на Ford Motor Company, където Ford създава Е-серията си. Пройзводството започва на 14 декември 2005 година.
В Лорейн е родена писателката Тони Морисън (р. 1931).